# Rode Mercurius

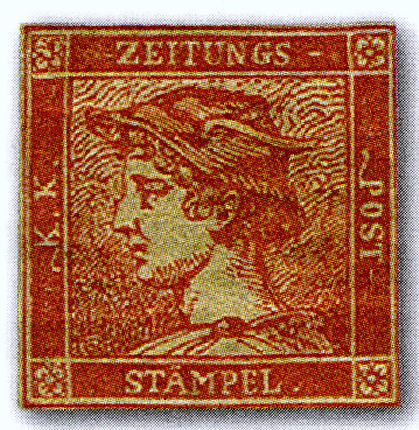
Rode Mercurius

De Rode Mercurius (Duits: Zinnoberroter Merkur) is een zeldzame krantenzegel van 6 kreuzer, die op 21 maart 1856 in Oostenrijk werd uitgegeven met hetzelfde zegelbeeld als de voorgaande emissie uit 1851, maar in een andere kleur.
Ondanks de grote oplage van 120.000 exemplaren is deze postzegel zeer zeldzaam. Dit houdt kennelijk verband met de korte termijn van geldigheid (tot 31 december 1858).